# カルロス・アウベルト
カルロス・アウベルト・トーレス（Carlos Alberto Torres, 1944年7月17日 - 2016年10月25日）は、ブラジル・スドナバラ出身の元サッカー選手、サッカー指導者。ポジションはディフェンダー。息子のカルロス・アレクシャンドレ・トーレス（Carlos Alexandre Torres）もサッカー選手であり、Jリーグの名古屋グランパスエイトなどで活躍した。

## 人物
攻撃的サイドバックの創始者とも言える選手で、クラブチーム・代表チームの両方で「王様」ペレのチームメイトとして活躍した。サントス時代には5度のリーグ優勝に貢献。
カラーテレビ放映が開始された1970年のW杯メキシコ大会にはブラジル代表キャプテンとして出場。
特に決勝のイタリア戦ではオーバーラップからワンタッチでファーサイドにシュートを決めた。ブラジルに最後のジュール・リメ杯をもたらしたこのスーパーゴールは、ブラジル国民の魂を熱く喚起させた。
現役引退後はフラメンゴや各国代表チームの監督を歴任。2004年、ペレが選ぶ世界の名プレーヤー「FIFA 100」のひとりに選ばれた。
2016年10月25日、自宅で心臓発作を起こし倒れ、搬送先の病院で死去。享年72。死の2日前にテレビにコメンテーターとして出演するなど「ご意見番」的活躍をしていた矢先の出来事だった。

## その他
息子のトーレスが名古屋に所属していた当時、約1ヵ月を名古屋で過ごした。ブラジルでは有名人で有り過ぎるため自由に外出も出来なかったが、日本では散歩や買い物などもしていた。

## 所属クラブ
- 1963-1966  フルミネンセFC
- 1966-1971  サントスFC
- 1971-0000  ボタフォゴFR
- 1971-1974  サントスFC
- 1974-1977  フルミネンセFC
- 1977-0000  CRフラメンゴ
- 1977-1980  ニューヨーク・コスモス
- 1981-0000  カリフォルニア・サーフ（英語版）
- 1982-0000  ニューヨーク・コスモス

## 指導歴
- 1983-0000  CRフラメンゴ
- 1984-1985  フルミネンセFC
- 1985-0000  SCコリンチャンス・パウリスタ
- 1987-0000  クルーベ・ナウチコ・カピバリベ
- 1988-0000  SCコリンチャンス・パウリスタ
- 1988-0000  マイアミ・フリーダム（英語版）
- 1991-1992  CFモンテレイ
- 1992-0000  クラブ・ティフアナ
- 1993-0000  ボタフォゴFR
- 1994-0000  フルミネンセFC

- 1997-0000  ボタフォゴFR
- 1998-0000  アトレチコ・ミネイロ
- 1999-0000  ケレタロFC
- 2000-2001  オマーン代表
- 2001-2002  CRフラメンゴ
- 2002-0000  ボタフォゴFR
- 2004-0000  パイサンドゥSC
- 2004-2005  アゼルバイジャン代表
- 2005-0000  パイサンドゥSC